# Razdol'nyj
Razdol'nyj (in lingua russa Раздольный) è una città della Russia di 2 800 abitanti situata nel Territorio della Kamčatka.